# キセロネマ属
キセロネマ属（キセロネマぞく、学：Xeronema）は、キセロネマ科の属の一つ。キセロネマ科は本属のみで構成される。クセロネマ属とも呼ばれる。

## 概要
ニュージーランドの北島、フランス領ニューカレドニア島に自生する多年草である。花茎先端に密生する花糸は固く先端の葯は黄色～黒色になる。花序は穂状花序で花茎の色は花色と同じく赤色である。花の形状はブラシノキ属に似る。花被と雄蕊はともに鮮やか赤色で目立つが、花被の方が寿命が短く、花粉放出後も雄蕊はしばらく枯れずに残るのが特徴である。葉はアヤメ科に非常に似て薄い葉が幾重にも重なり、葉は剣先状。原産地では貧栄養の岩石砂漠等に自生している。

## 栽培方法
日本での流通は非常に稀で、よって栽培例も少ない。

## 名称について
属名Xeronemaの由来はラテン語のXero「乾燥した」＋Nama「糸」の合成語である。乾燥地帯に自生し、花糸が目立つ花を付ける事にちなむ。

## 下位分類
キセロネマ属は2種類認められる。
- キセロネマ・カリステモン

　（Xeronema callistemon）
ニュージーランドの北島に自生する種。英名はプール・ナイト・リリー。
- キセロネマ・モーレリー

　（Xeronema moorei）
キセロネマ属のタイプ種で、仏領ニューカレドニア島と周辺の島嶼部に自生する種。

## ギャラリー

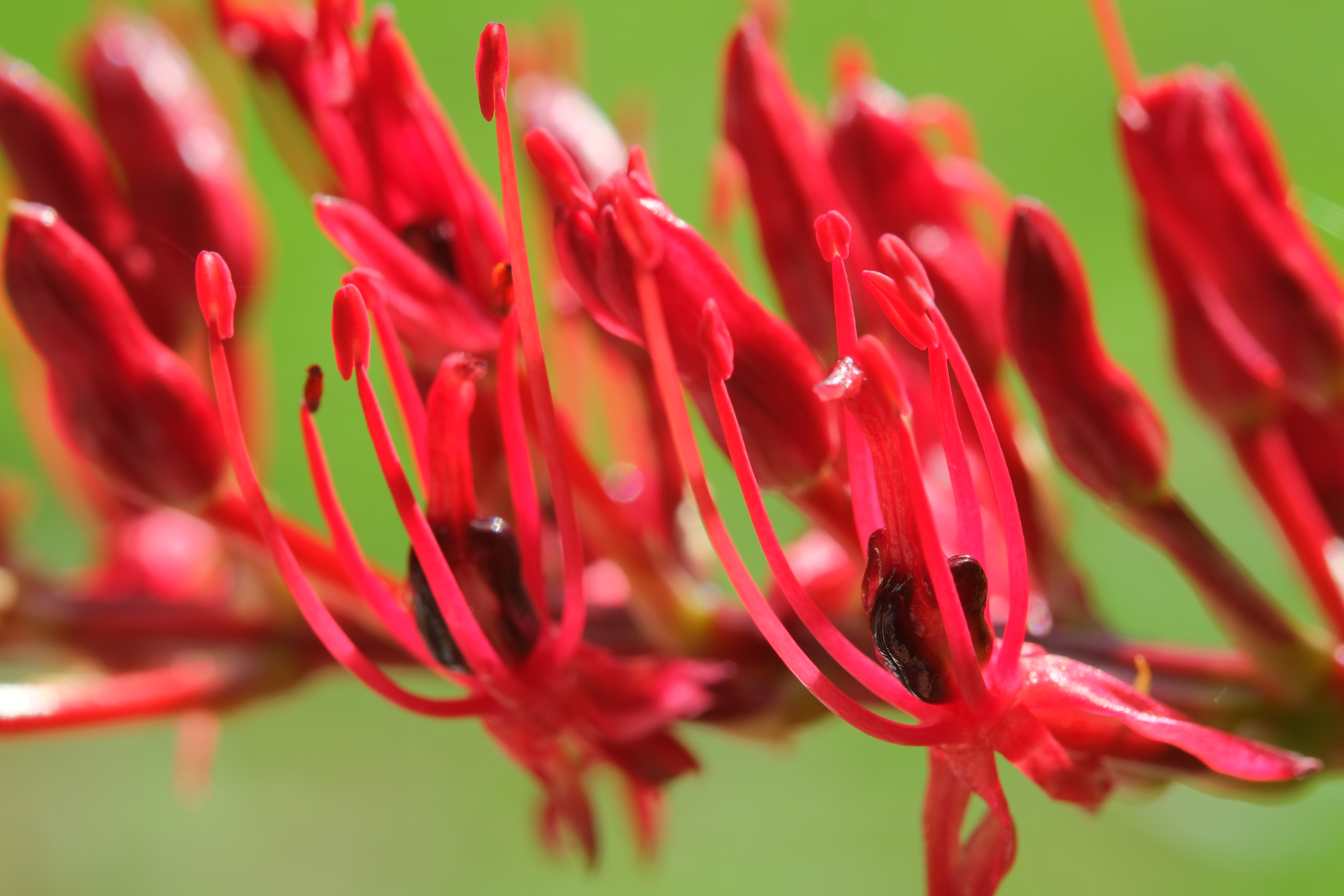
花の拡大。
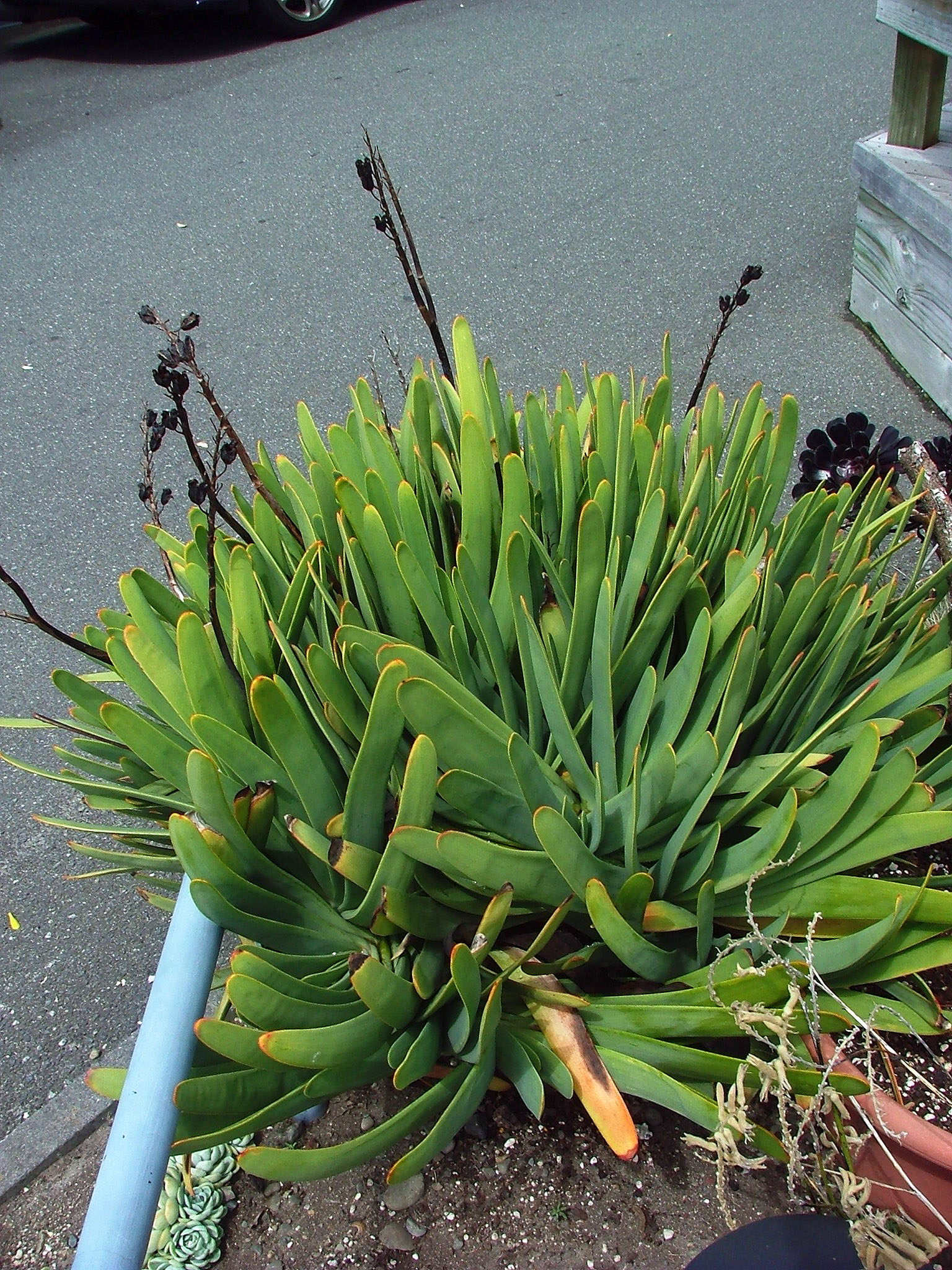
株に葉は密生する。
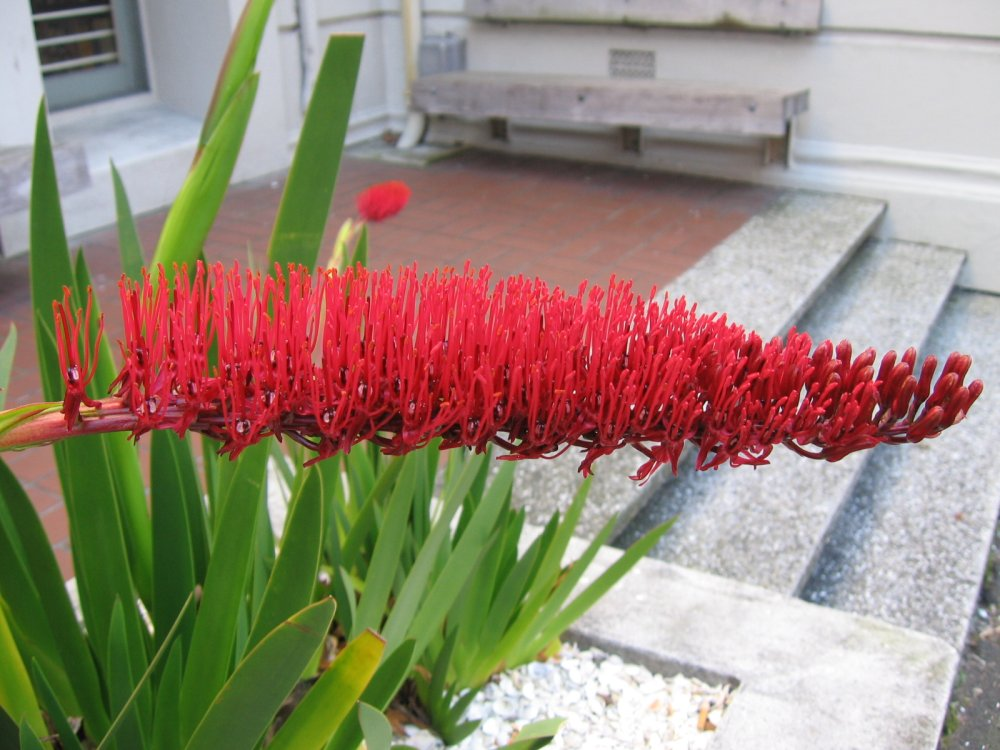